# اموول
اموول (به فرانسوی: Ameuvelle) یک کمون در فرانسه است که در Canton of Monthureux-sur-Saône واقع شده‌است.

## خصوصیات
اموول ۵٫۵۶ کیلومترمربع مساحت و ۶۸ نفر جمعیت دارد.